# Zozymodes
Zozymodes is een geslacht van kreeftachtigen uit de klasse van de Malacostraca (hogere kreeftachtigen).

## Soorten
- Zozymodes cavipes (Dana, 1852)
- Zozymodes pumilus (Hombron & Jacquinot, 1846)
- Zozymodes sculptus Lasley & Ng, 2013
- Zozymodes xanthoides (Krauss, 1843)